# Dodge Phoenix

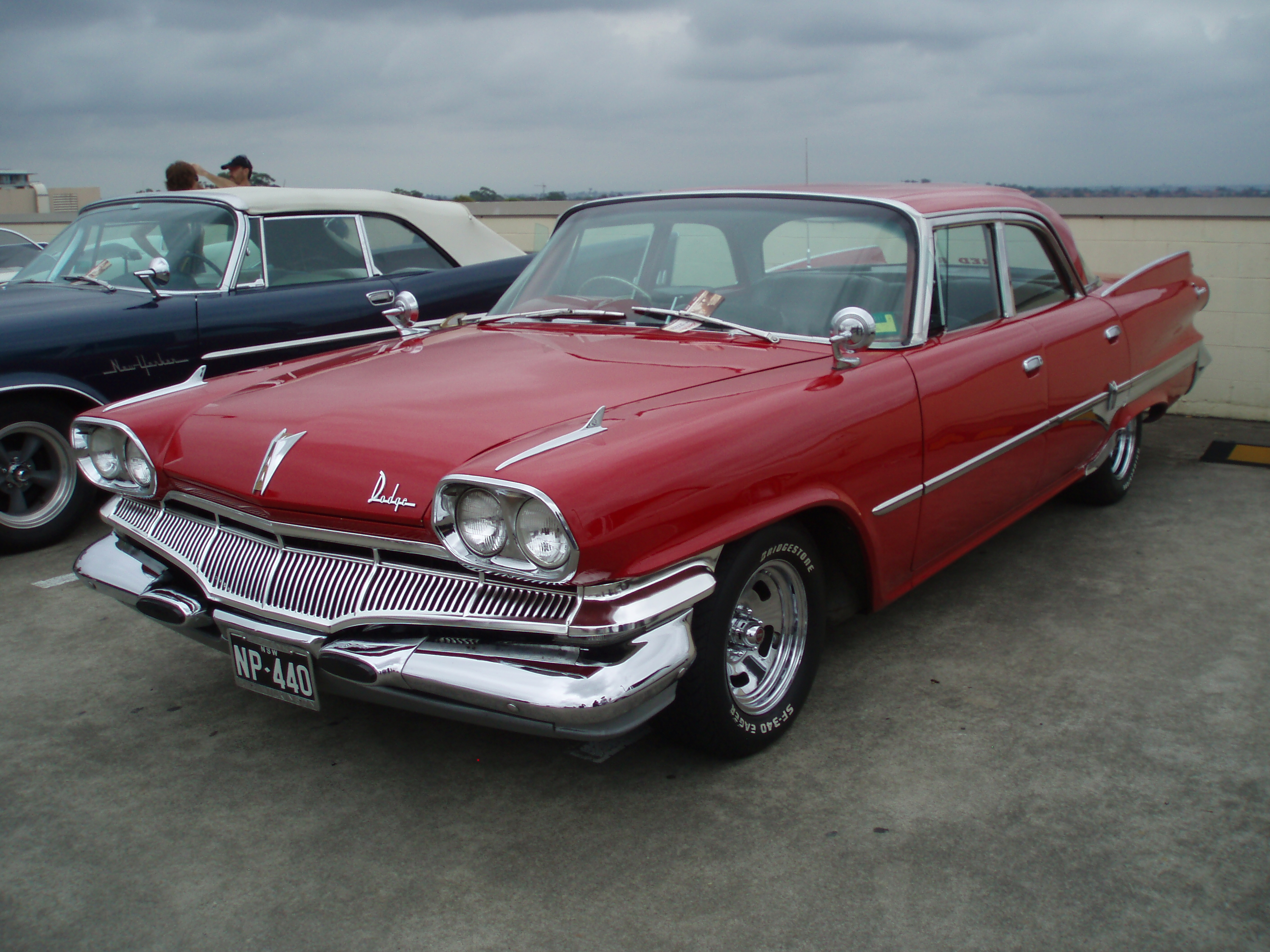
Berline Phoenix PD4 de 1960.

La Dodge Phoenix est une automobile qui a été produite par Chrysler Australie de 1960 à 1972.
La Phoenix a été introduite en mai 1960 en tant que version assemblée en Australie de la Dodge Dart américaine, positionnée au-dessus de la Chrysler Royal développée localement, en tant que modèle de luxe de Chrysler Australia. Elle a emprunté son nom à la Dart haut de gamme, la Dodge Dart Phoenix, mais contrairement à son homonyme américain, elle n'était proposée qu'en berline quatre portes et uniquement avec un moteur V8 de 318 pouces cubes.
La Phoenix a ensuite été redessinée avec les lignes des Dodge Dart de 1961 et 1962. Pour 1963, la nouvelle Phoenix série TD2 était dérivée de la Dodge 440 américaine, et pour 1965 et au-delà, la Phoenix était basée sur la Plymouth Fury III canadienne. Comme la Fury de 1965, la Phoenix de 1965 comportait des phares empilés verticalement. Un style de carrosserie toit rigide à quatre portes a rejoint la berline en 1967. Le toit rigide était équipé d'un moteur V8 de 383 pouces cubes tandis que la berline continuait avec le plus petit V8 de 318 pouces cubes. Les deux styles de carrosserie ont continué à être proposés jusqu'à l'arrêt de la Phoenix australienne. En outre, des variantes légèrement plus longue du break américain ont été vendues dès le début en tant que corbillards. Finalement, ceux-ci ont été modifiés avec deux portes et des fenêtres de quart arrière surdimensionnées, dans la tradition des corbillards britannique.
Bien que les Phoenix de 1965 et au-delà soient essentiellement des Plymouth Fury, elles comportaient le tableau de bord de la Dodge Polara full-size de style nord-américain (adapté pour la conduite à droite). Elles ont également continué d'utiliser les essuie-glaces «battant» à l'ancienne (tandis que les modèles nord-américains utilisaient des essuie-glaces modernes à action parallèle). Après l'arrêt de la Phoenix, la Chrysler by Chrysler développée en Australie a hérité du rôle de modèle de luxe de haut niveau dans la gamme des modèles de Chrysler Australia.

## Histoire du modèle

### PD4
La première Dodge Phoenix australienne, codée PD4, est sortie en mai 1960. Une Dodge canadienne avec un tableau de bord Plymouth, elle était importée dans des kits CKD et assemblée à l'usine Mile End de Chrysler Australie. La Phoenix PD4 était seulement offerte en tant que berline 4 portes, dans deux niveaux de finition, la De Luxe et la Luxury Liner. La PD4 avait un empattement de 118 pouces et était propulsée par un moteur V8 OHV de 318 pouces cubes. Le nom Phoenix était dérivé de la Dodge Dart Phoenix sur laquelle elle était basée.

### RD4
La Phoenix RD4 de 1961 utilisait la cabine de la PD4 avec une nouvelle carrosserie avant et arrière. Les dimensions sont restées inchangées, tout comme les spécifications mécaniques, étant de nouveau basées sur la Dodge Dart nord-américaine.

### SD2
La SD2 de 1962 présentait un empattement plus court de 116 pouces et une carrosserie complètement nouvelle qui était à la fois plus courte et plus étroite que son prédécesseur étant maintenant basée sur la Dodge Dart américaine réduite.

### TD2
La TD2 de 1963 a été la première Phoenix à être basée sur le modèle renommé Dodge 440, Dodge ayant déplacé le nom Dart vers la nouvelle plate-forme A compacte. Le style de carrosserie berline 4 portes et le moteur de 318 pouces cubes ont été conservés.

### VD2
La Phoenix VD2 a été introduite en 1964. L'empattement était maintenant de 119 pouces et la longueur totale a augmenté de quatre pouces à 212. La VD2 était basée sur la Dodge 440 nord-américaine de 1964.

### AP2D
La Phoenix AP2D a été introduite en 1965. Ce modèle était une Plymouth Fury III canadienne rebadgée, une stratégie que Chrysler Australie continuera jusqu'à la fin de 1972. Le modèle de 1965 présentait un style frontal à quatre phares empilés verticalement. Le moteur de 318 pouces cubes a été conservé. Un ornement de capot Plymouth a été utilisé, avec le logo "Fratzog" de Dodge superposée sur le contour du logo Plymouth.

### DB6
La Phoenix de 1966 était codée DB6. Les changements suivent ceux de la Fury III de 1966; une nouvelle calandre, des panneaux arrière révisés, de nouveaux feux arrière et un nouveau couvercle de coffre.

### DC
La Phoenix de 1967 était codée série DC. C'était la première Phoenix à être disponible avec un choix de carrosseries, un toit rigide à 4 portes était maintenant offert en plus de la berline 4 portes. La berline conservait le moteur V8 318 tandis que le toit rigide était équipé d'un V8 383. Dans la dernière partie de 1967, Chrysler Australia a transféré l'assemblage de la Phoenix depuis Tonsley Park vers son usine de Port Melbourne.

### DD
La Phoenix de 1968 était codée DD. Les principaux changements pour 1968 ont été une nouvelle tôle arrière et de nouveaux feux arrière.

### DE
La Phoenix DE a été introduite en 1969. Le nouveau modèle comportait des doubles phares horizontaux et un empattement de 120 pouces. La longueur totale était maintenant de 214,5 pouces. Elle a été commercialisée dans une série à 400 exemplaires en édition limitée, chaque voiture portant un badge numéroté sur le tableau de bord. La production était prévue pour être limitée à 400 berlines et 400 toit rigides, bien que la production réelle n'ait pas atteint 400 unités de l'un ou l'autre. 371 exemplaires de la DE ont été construites à l'usine Chrysler Australia de Port Melbourne en 1969 et 385 autres en 1970. Pour la première fois, les modèles DE comportaient des essuie-glaces cachés à action parallèle. La carrosserie était complètement nouvelle et comportait les côtés «Fuselage» incurvés de la Plymouth Fury.

### DF
La Phoenix DF a été introduite en 1970. Encore une fois, elle a été commercialisée sous le nom de Phoenix 400 avec des berlines et des toits rigides portant des plaques numérotées individuellement sur le tableau de bord. 298 ont été construites à Port Melbourne en 1970 et 110 en 1971.

### DG
La Phoenix DG a été introduite en 1971. encore une fois en tant que Phoenix 400 avec des berlines et des toits rigides numérotés individuellement. 298 ont été construites à Port Melbourne en 1971.

### DH
La Phoenix DH a été introduite en 1972. 73 ont été construites à Port Melbourne cette année-là. Une décision de fermer l'installation désuète de Port Melbourne a conduit à l'arrêt de la Phoenix.

## Galerie

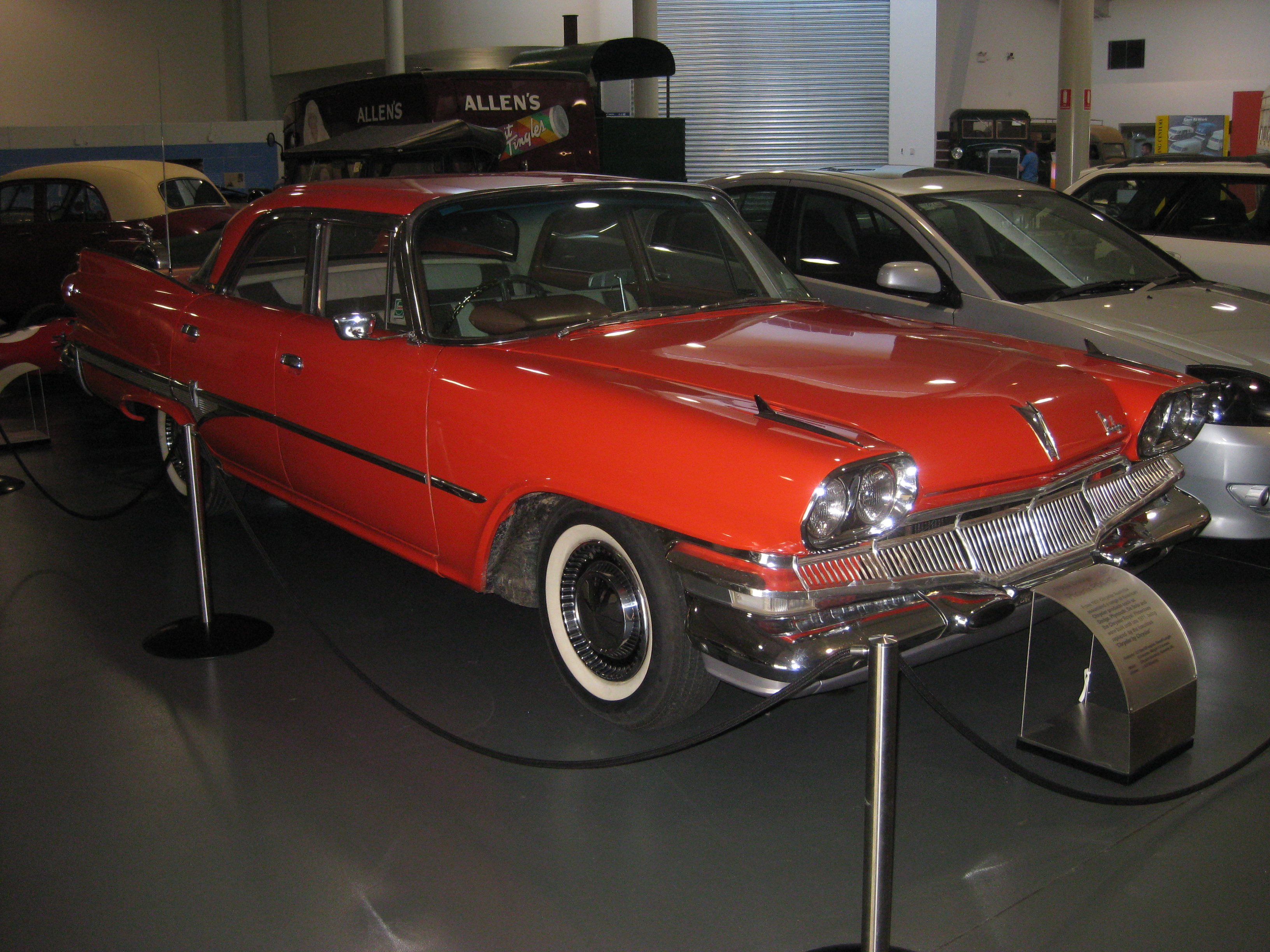
Dodge Phoenix PD4
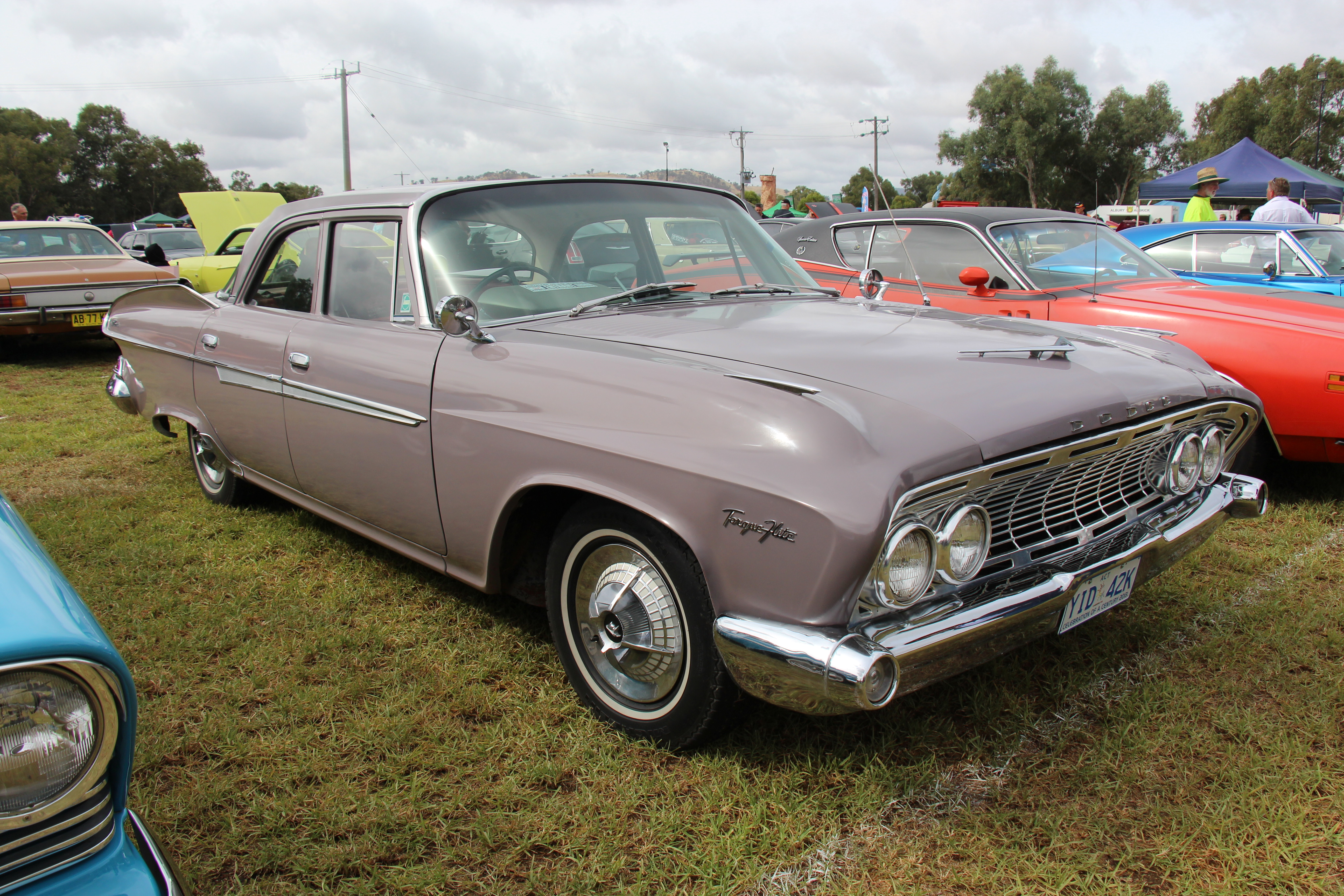
Dodge Phoenix RD4
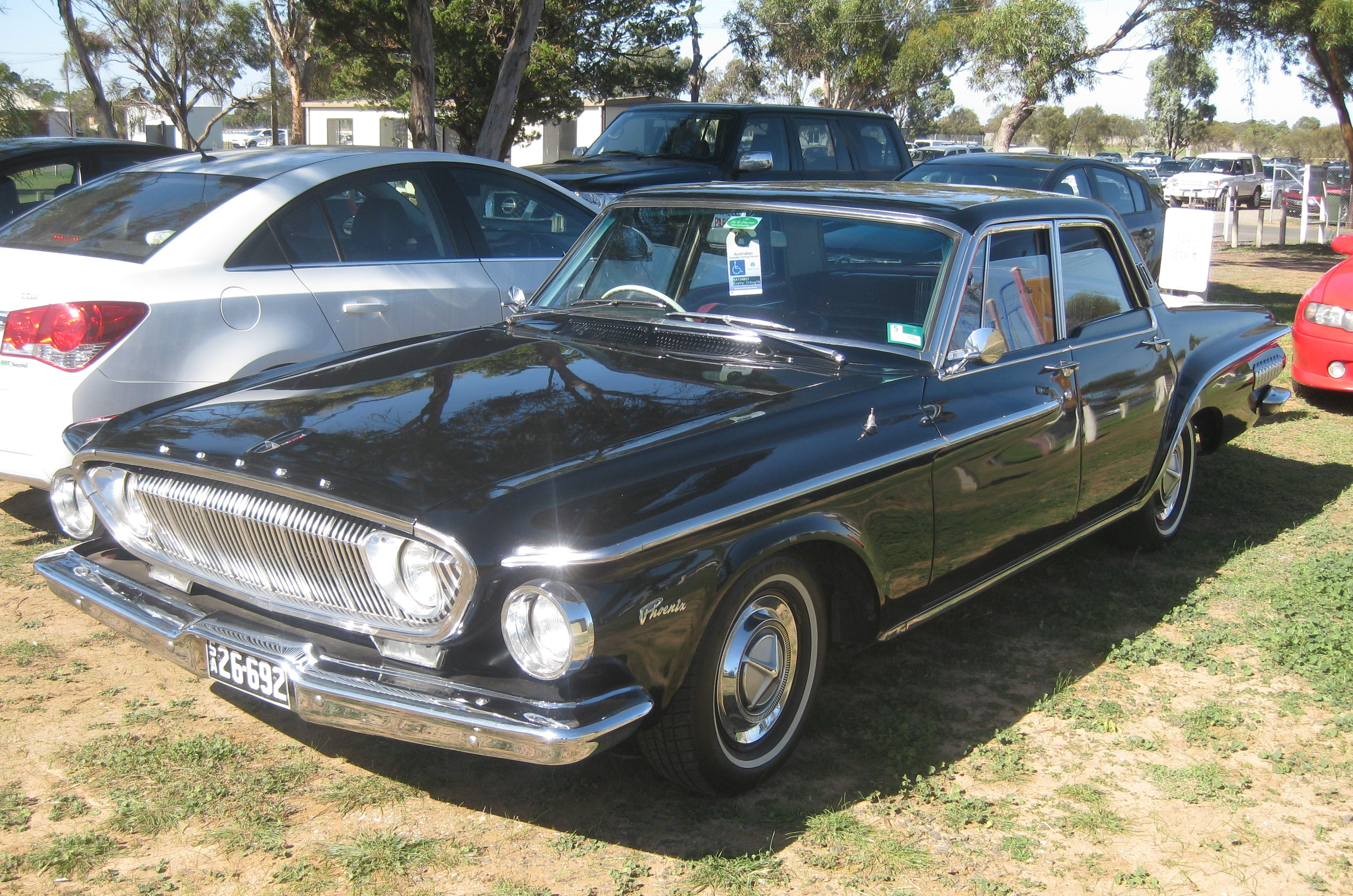
Dodge Phoenix SD2
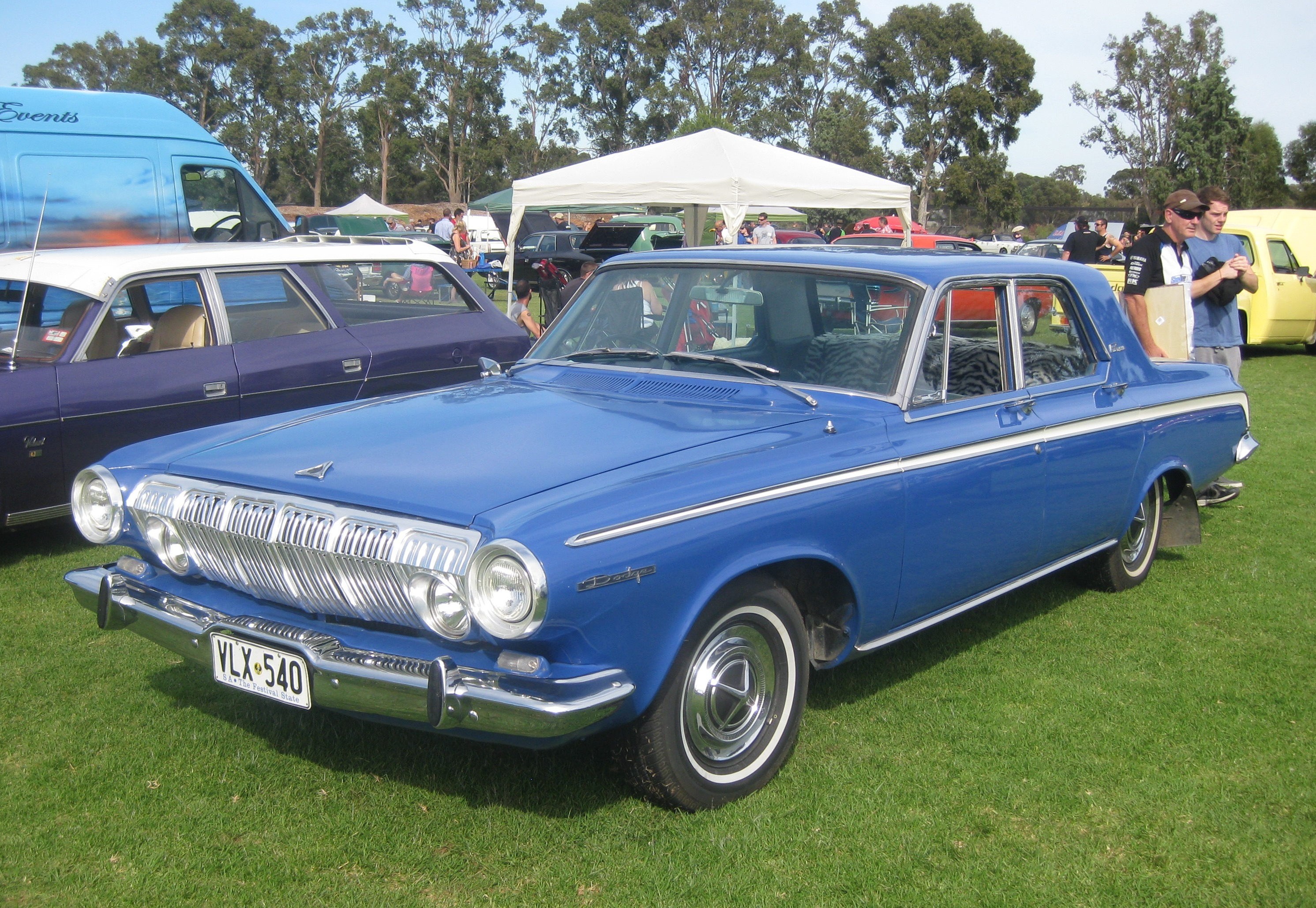
Dodge Phoenix TD2
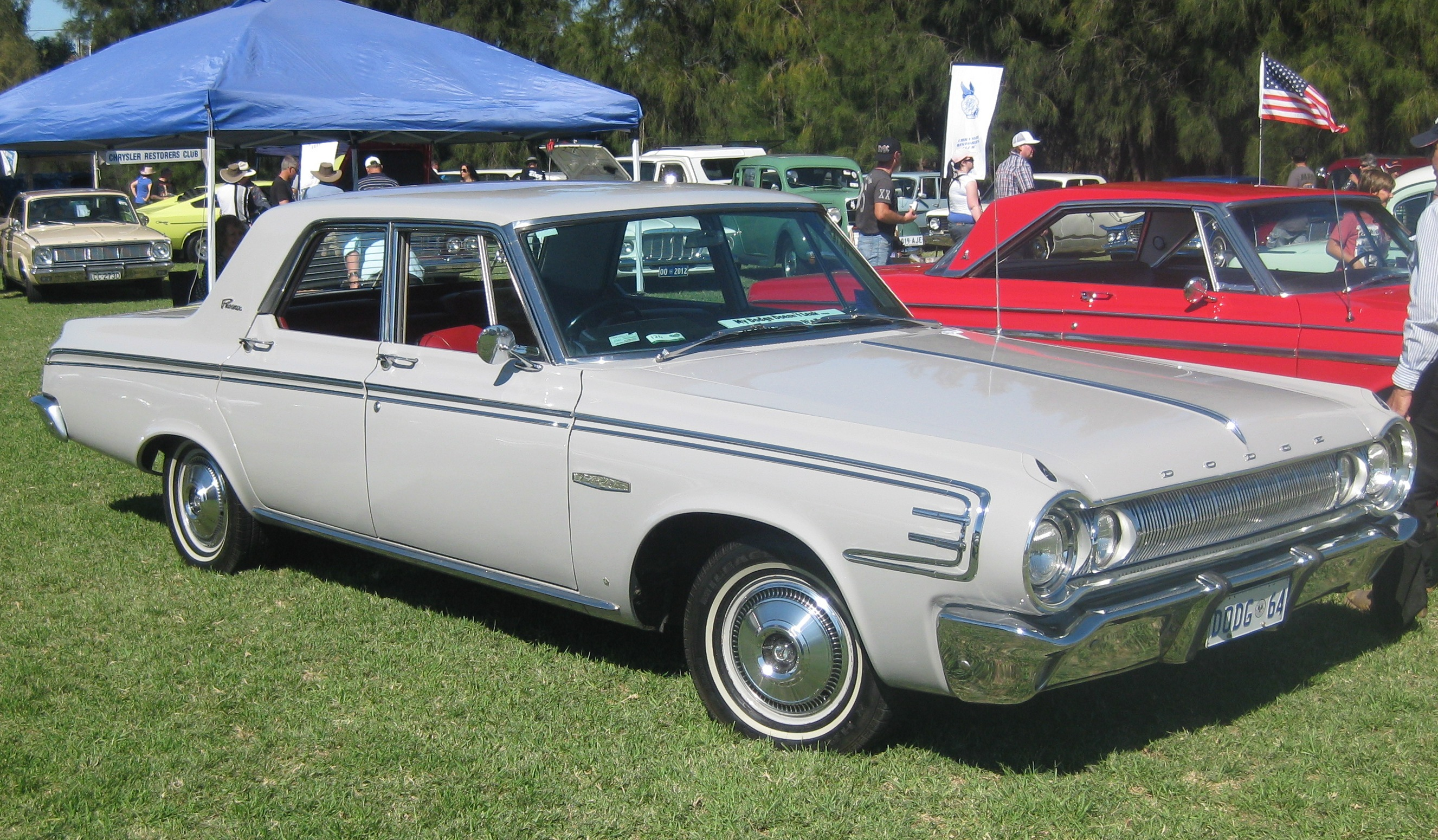
Dodge Phoenix VD2
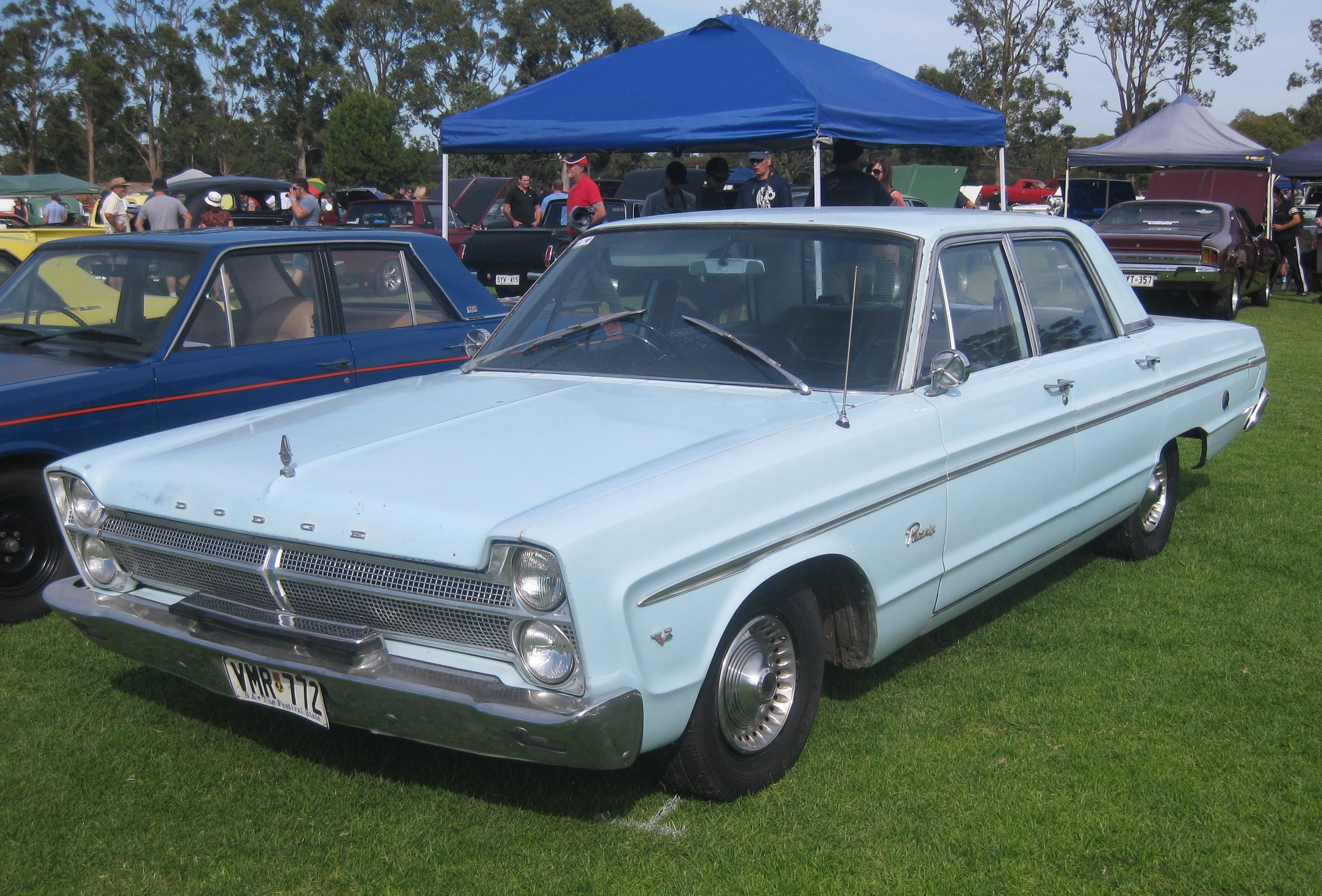
Dodge Phoenix AP2D
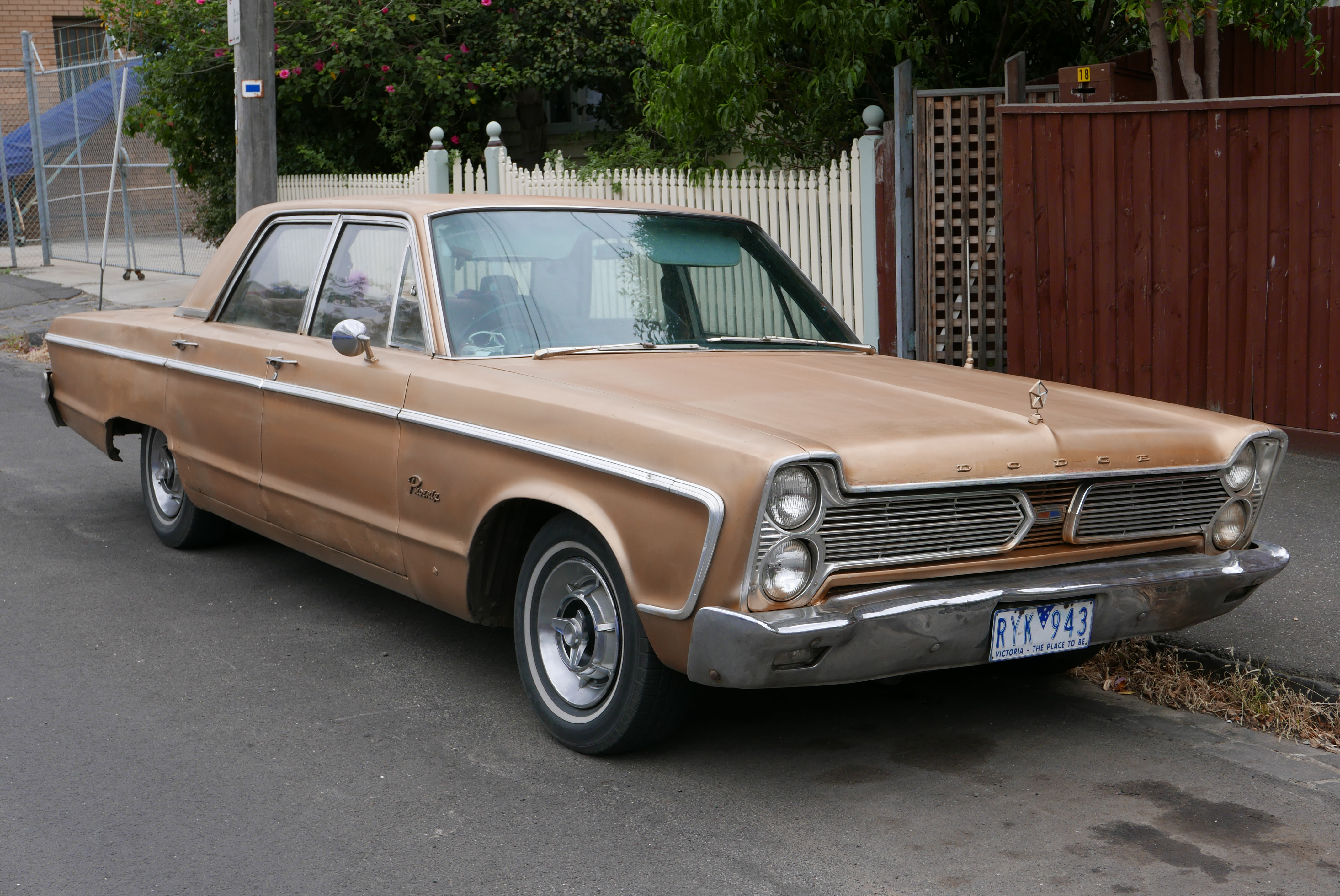
Dodge Phoenix DP6
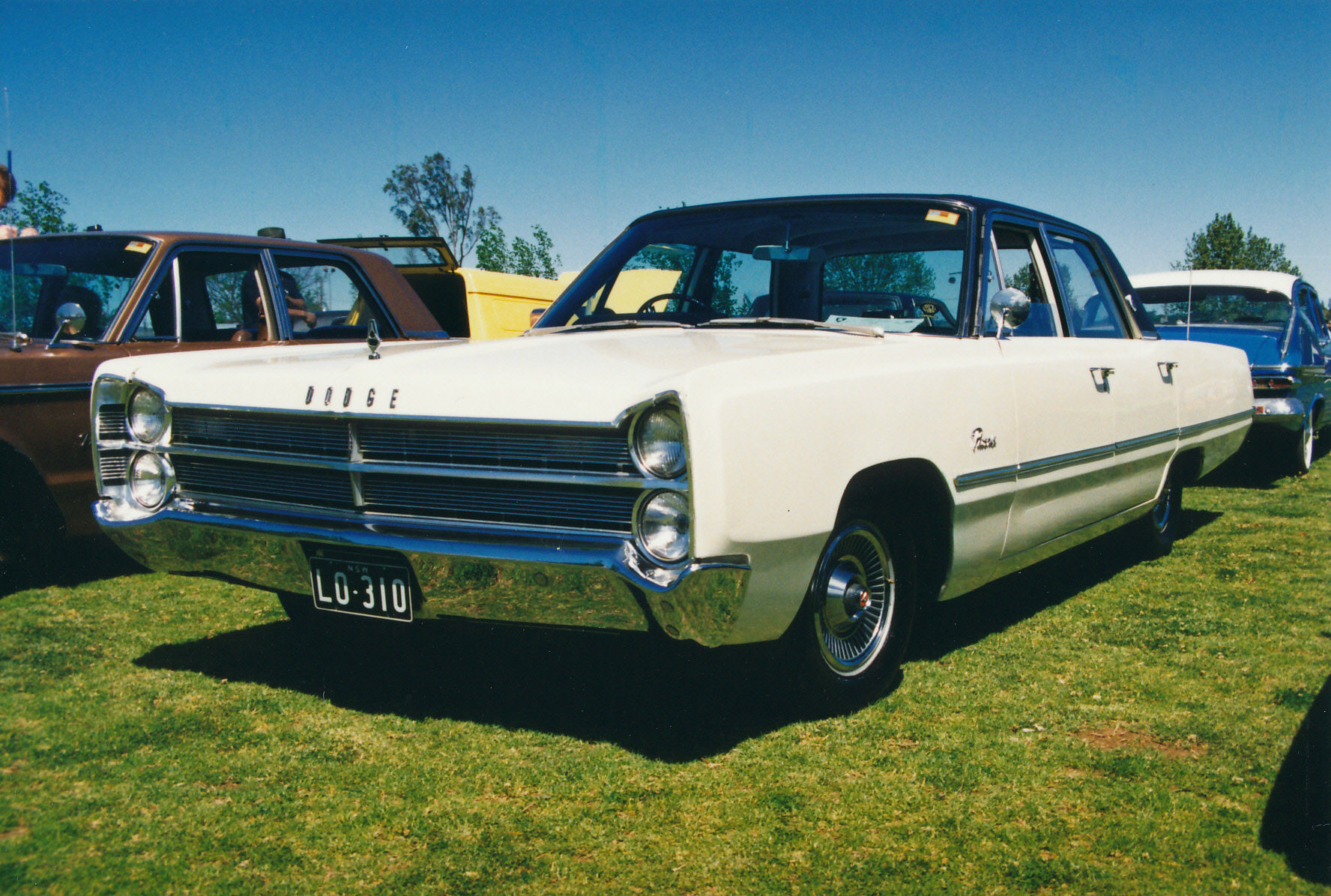
Dodge Phoenix DC berline
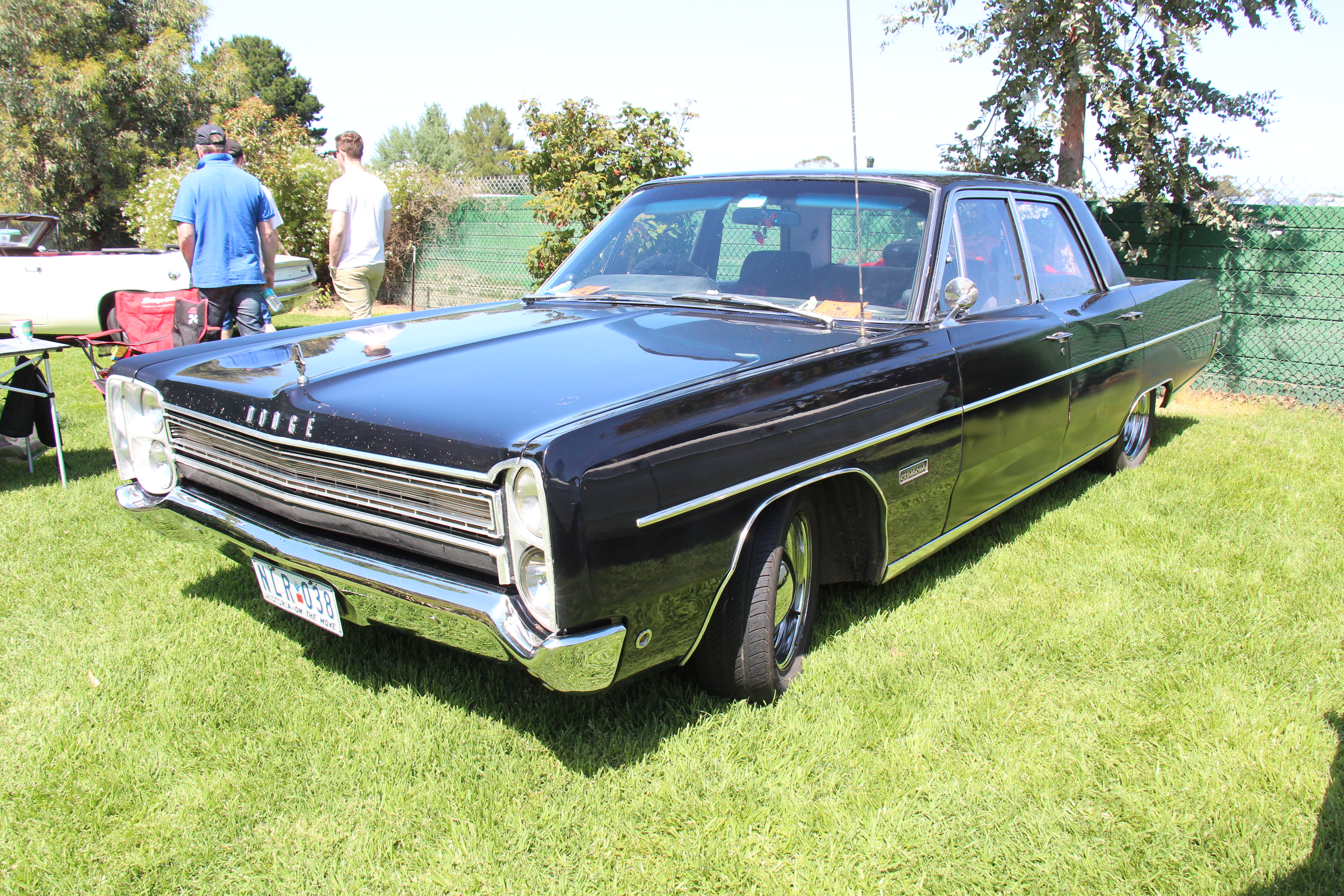
Dodge Phoenix DD berline
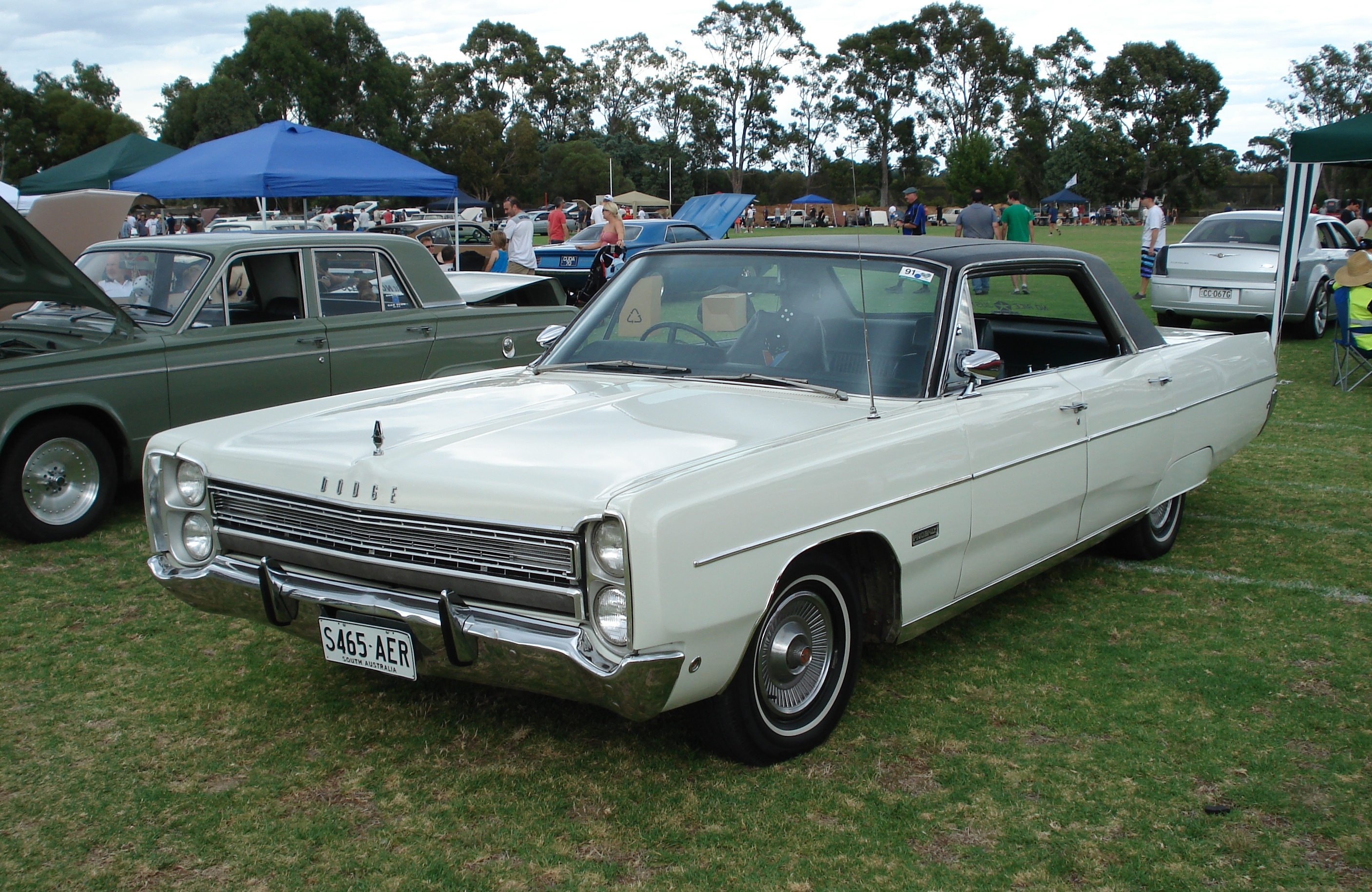
Dodge Phoenix DD toit rigide
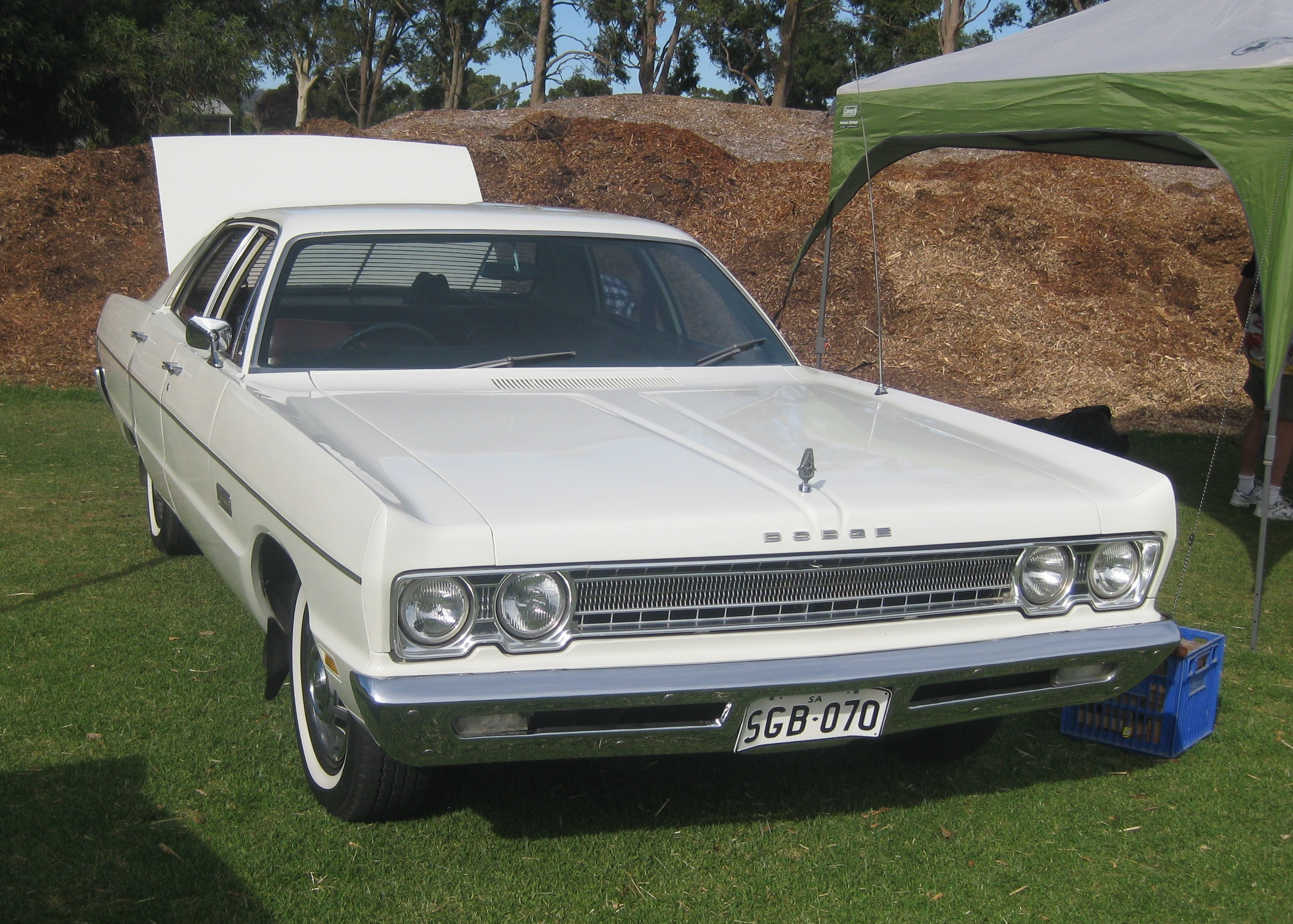
Dodge Phoenix DE berline
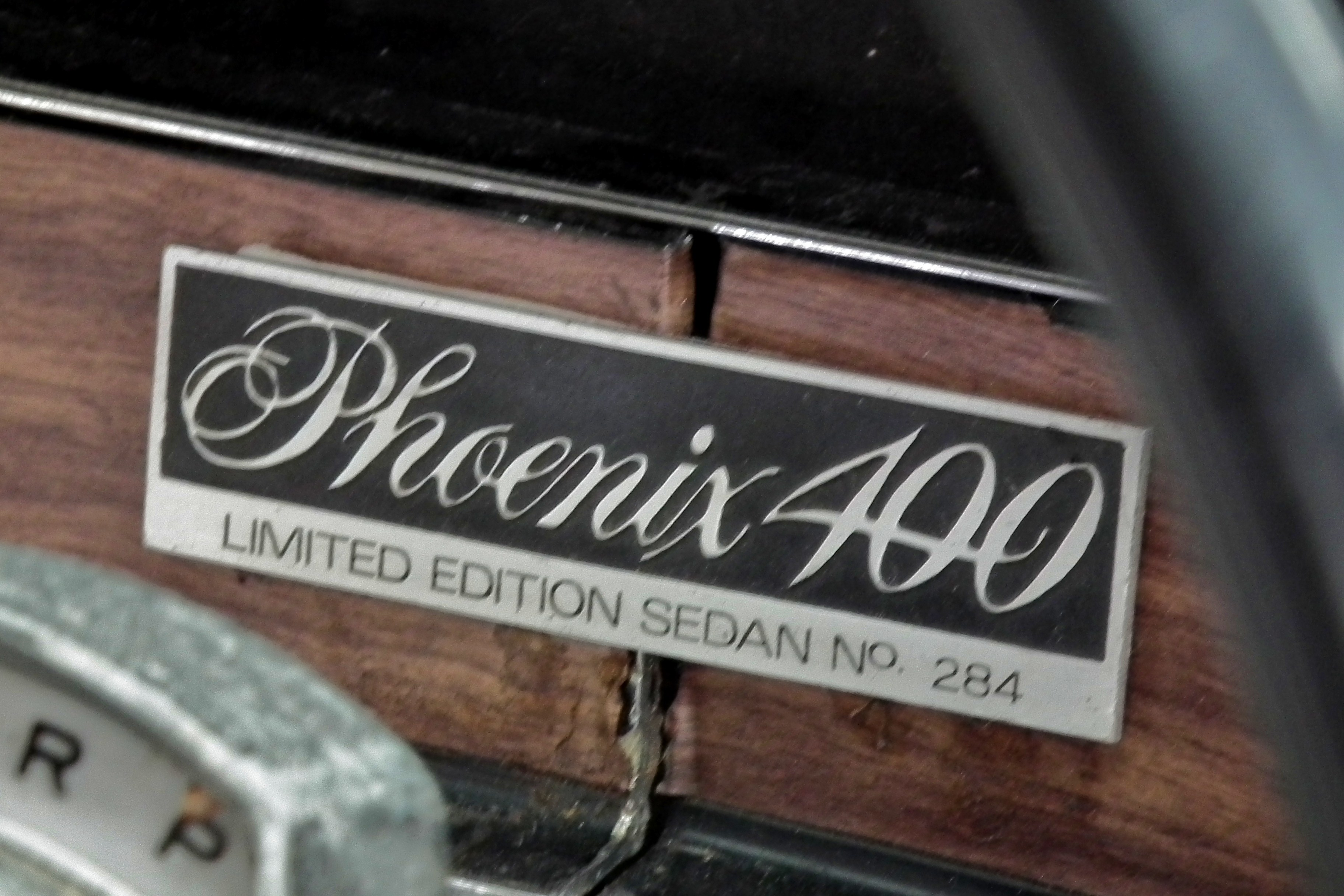
Plaque de tableau de bord de la Dodge Phoenix DE berline
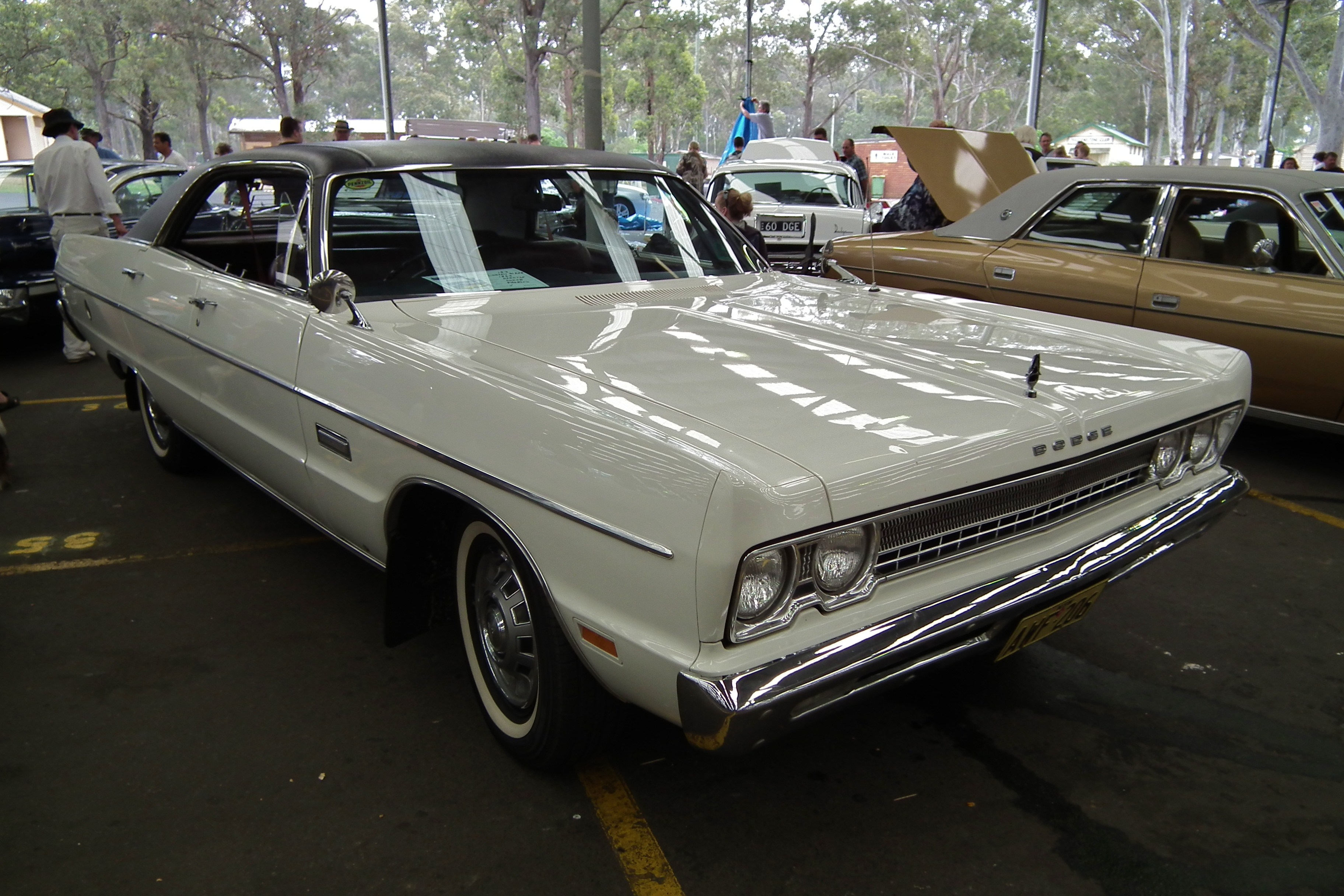
Dodge Phoenix DE toit rigide
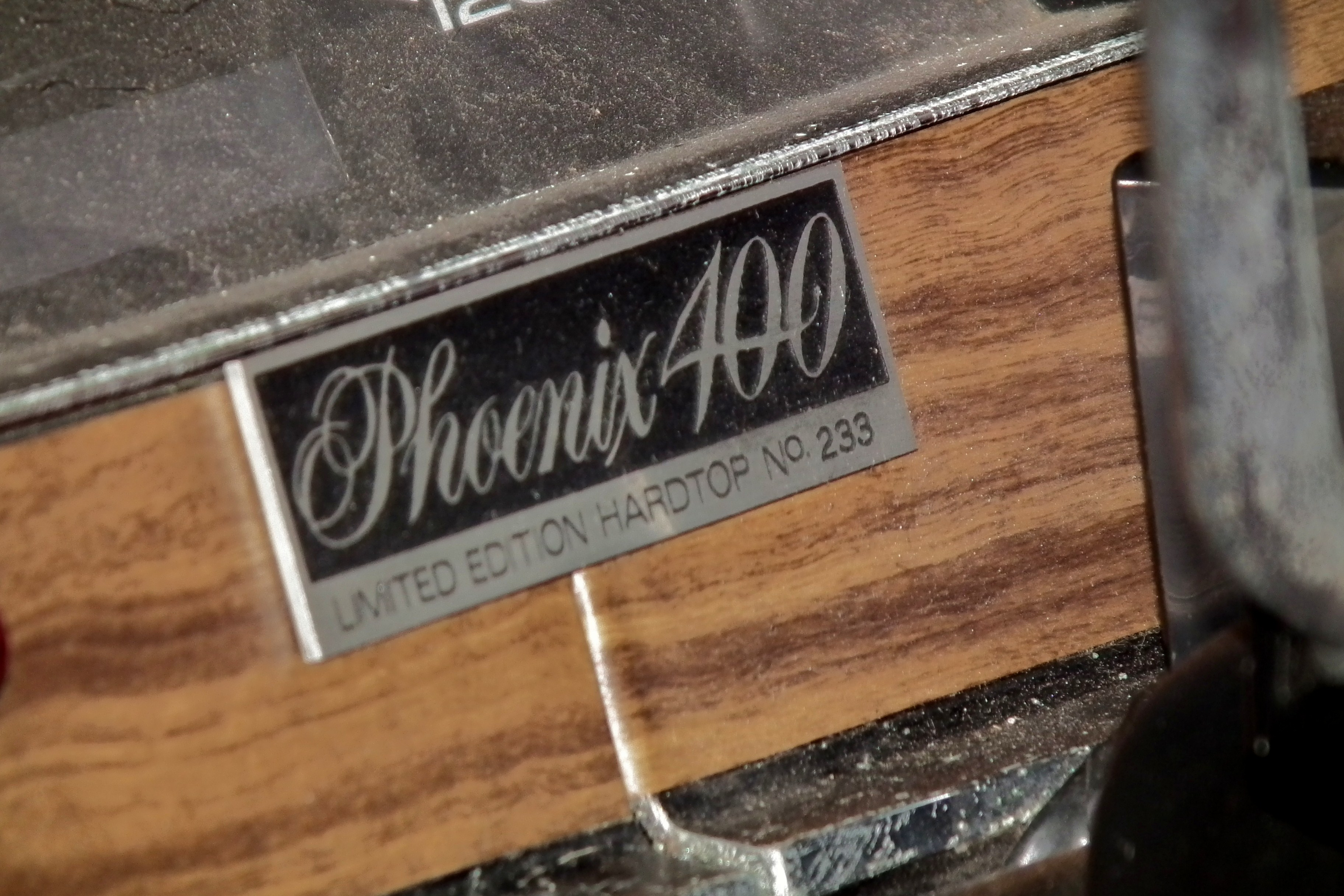
Plaque de tableau de bord de la Dodge Phoenix DE toit rigide
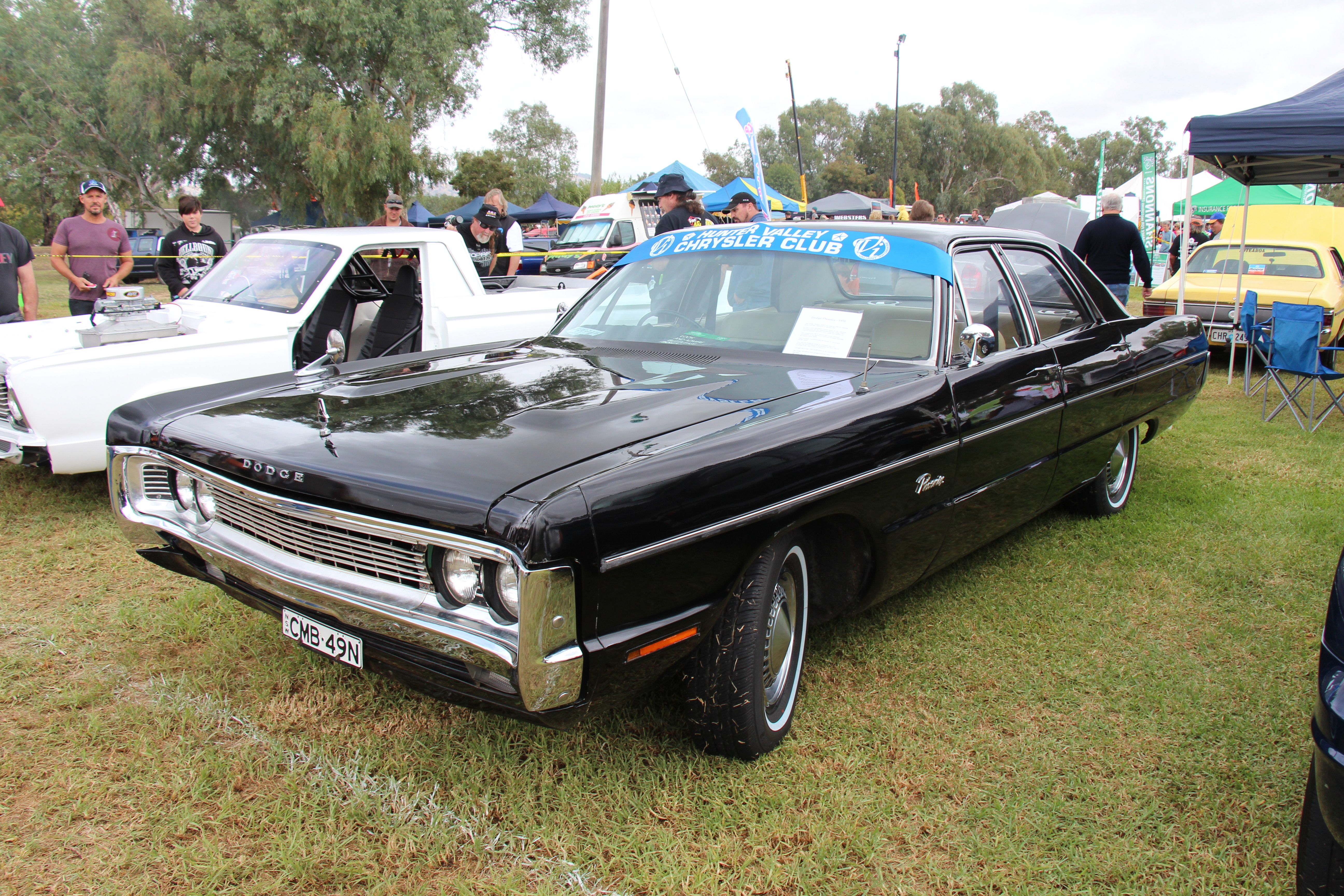
Dodge Phoenix DF berline
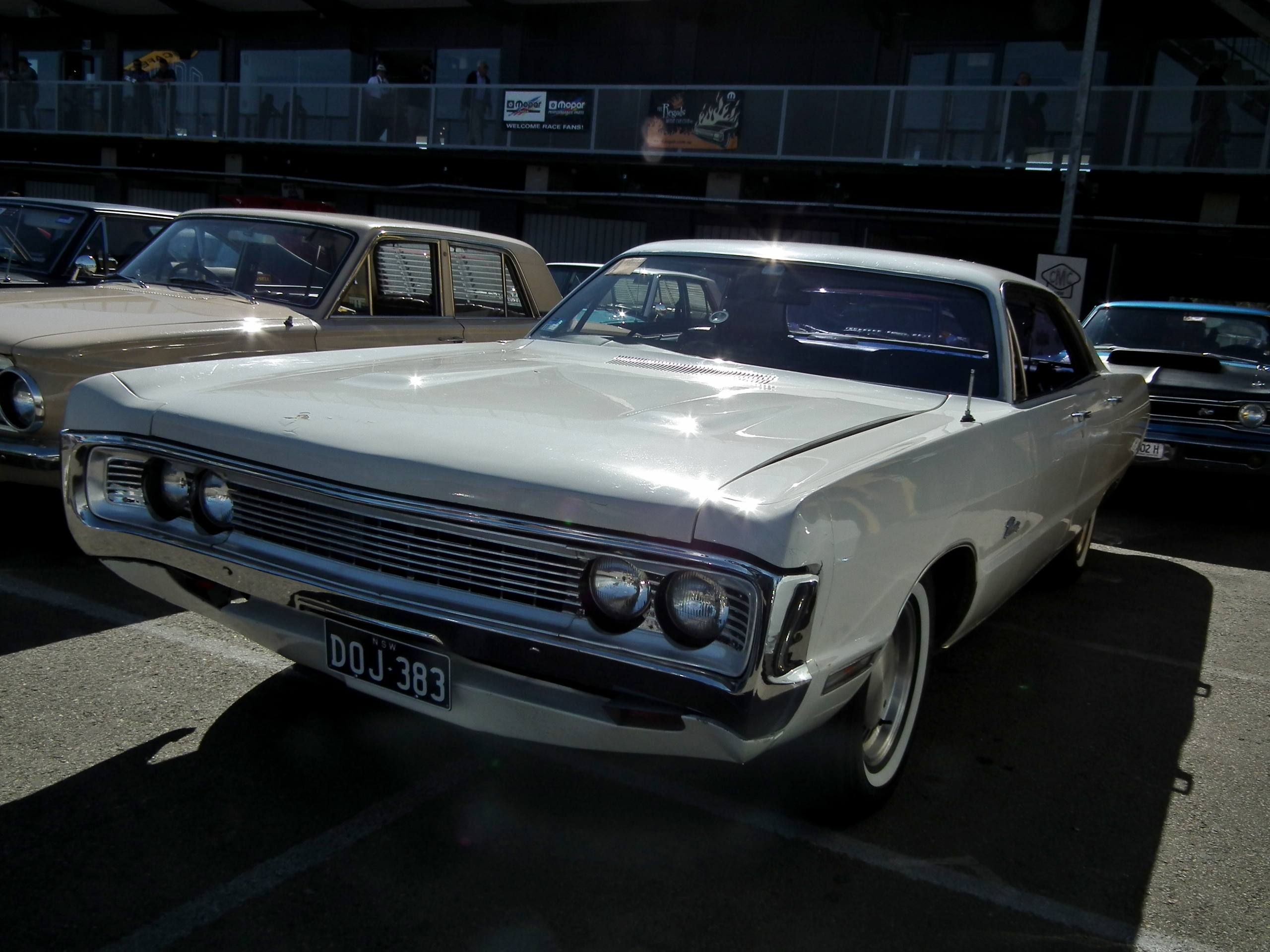
Dodge Phoenix DF toit rigide
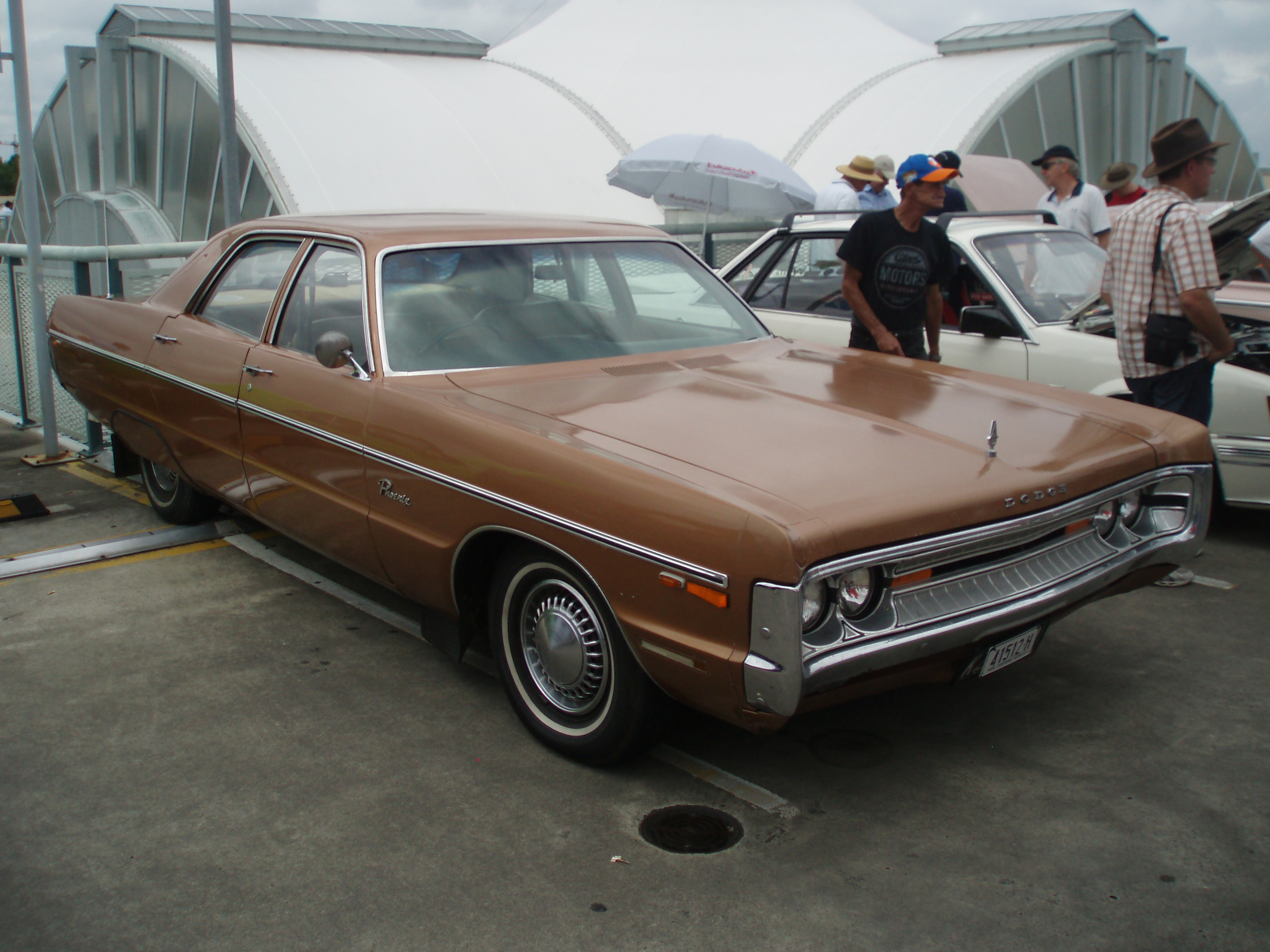
Dodge Phoenix DG berline
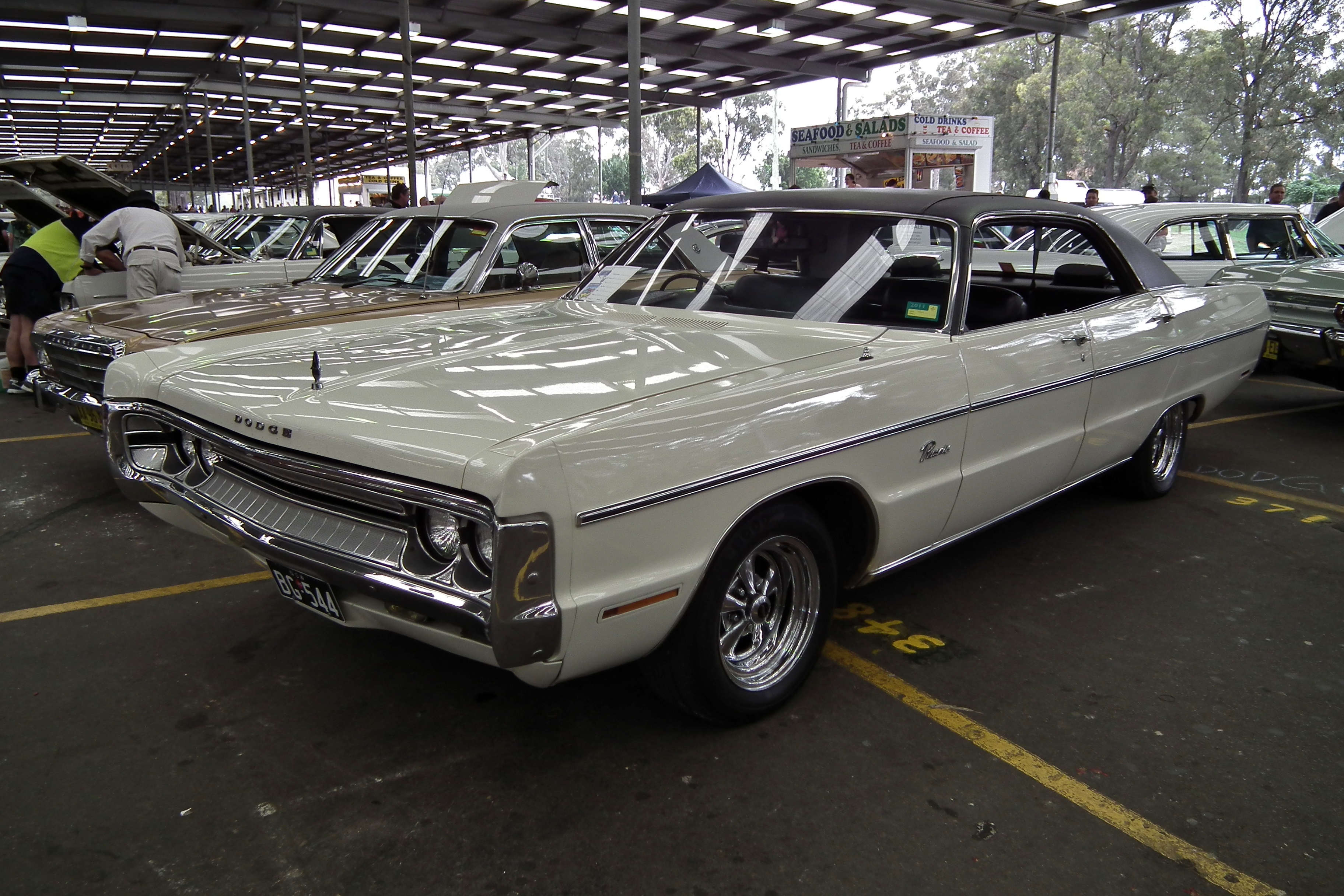
Dodge Phoenix DG toit rigide (roues non standard)